# ميت زنقر
قرية ميت زنقر هي إحدى القرى التابعة لمركز طلخا في محافظة الدقهلية في جمهورية مصر العربية. حسب إحصاءات سنة 2006، بلغ إجمالي السكان في ميت زنقر 6321 نسمة، منهم 3210 رجل و3111 امرأة.

## التاريخ
قرية ميت زنقر من القرى القديمة، حيث وردت باسم «منية سنقر» في أعمال الغربية ضمن قرى الروك الناصري التي أحصاها ابن الجيعان في كتاب «التحفة السنية بأسماء البلاد المصرية». وفي العصر العثماني وردت باسم «منية سنقر» في التربيع العثماني الذي أجراه الوالي العثماني سليمان باشا الخادم في عصر السلطان العثماني سليمان القانوني ضمن قرى ولاية الغربية، وفي تاريخ 1228هـ/1813م الذي عدّ قرى مصر بعد المسح الذي قام به محمد علي باشا باسم «كفر ميت زنقر» ضمن قرى مديرية الغربية. اختصر الاسم إلى «ميت زنقر» سنة 1259هـ/1843م.